# Tepotzotlán
Tepotzotlán ist eine Stadt mit ca. 40.000 und Hauptort einer Gemeinde (municipio) mit etwa 105.000 Einwohnern im Norden des Bundesstaats México. Wegen ihres kolonialzeitlichen Charmes zählt die Stadt seit 2002 zu den Pueblos Mágicos.

## Lage und Klima
Tepotzotlán liegt etwa 50 km (Fahrtstrecke) nördlich von Mexiko-Stadt bzw. etwa 62 km westlich der präspanischen Pyramidenstadt Teotihuacán in einer Höhe von knapp 2300 m. Das Klima ist gemäßigt bis warm; Regen (ca. 950 mm/Jahr) fällt überwiegend im Sommerhalbjahr.

## Bevölkerung und Wirtschaft
Nur noch ein kleiner Teil der Einwohner der Gemeinde spricht den regionalen Nahuatl-Dialekt; Umgangssprache ist meist Spanisch. Auf den Feldern werden Mais, Bohnen, Gemüse, Agaven und Opuntien angebaut; daneben gibt es viele kleine Handwerksbetriebe und Geschäfte. An der Hauptstraße haben sich auch kleinere Industriebetriebe angesiedelt.

## Geschichte
Seit etwa 2500 v. Chr. ist die Gegend um Tepotzotlán vom Volk der Otomí bevölkert. Um etwa 100 n. Chr. gewann das etwa 40 km (Luftlinie) östlich gelegene Teotihuacán die Oberhand in der Region. Um das Jahr 700 wanderten Nahuatl-sprechende Stämme aus dem Norden ein, darunter die Chichimeken. Bis zur Eingliederung in das in der ersten Hälfte des 15. Jahrhunderts mehr und mehr erstarkende Aztekenreich kam es immer wieder zu kriegerischen Stammeskonflikten.
Während der Eroberung des Aztekenreichs durch die spanischen Konquistadoren unter Hernán Cortés stellte sich Tepotzotlán auf die Seite der Azteken, was die baldige Zerstörung der Stadt zur Folge hatte. Um das Jahr 1525 begann die – zunächst vom Franziskanerorden betriebene – Christianisierung der bald von Krankheiten wie Typhus und Pocken dezimierten Indios. Um das Jahr 1580 kamen die ersten Jesuiten in die Gegend und gründeten mehrere Schulen, was Tepotzotlán den Ruf eines führenden Bildungszentrums in Neuspanien eintrug. Im Jahr 1767 wurde jedoch der Jesuitenorden durch ein Dekret Karls III. aufgehoben und die Mönche aus all ihren Niederlassungen vertrieben. Im Zuge der mexikanischen Unabhängigkeitsbewegung erhielt Tepotzotlán im Jahr 1814 den Gemeindestatus.

## Sehenswürdigkeiten
- Die Hauptsehenswürdigkeit des Ortes ist die in den Jahren 1670 bis 1682 erbaute und dem hl. Franz Xaver geweihte Kirche des ehemaligen Jesuitenkollegs. Die horizontal in drei Felder geteilte Fassade (um 1750) ist ein bedeutendes Beispiel des spätbarocken Stils des (churriguerismo) in Mexiko, denn bereits die Portalzone zeigt die für den Stil typischen auf der Spitze stehenden und mit Dekor überzogenen Pilaster; diese wiederholen sich in der Fensterzone und im Giebelfeld. In den dazwischen befindlichen Nischen stehen Heiligenfiguren; in der Mitte des Giebelfeldes befindet sich eine Statue der Gottesmutter Maria. Der die Südseite der Fassade dominierende Glockenturm (campanario) ist im unteren Teil – abgesehen von den bossierten Steinen – kaum geschmückt; dies ändert sich jedoch in den beiden oberen Glockengeschossen, deren Ecken von Säulen und Pfeilern umstellt sind. Der Turm schließt nach oben ab mit einer keramikgeschückten Kuppel mit aufsitzender Laterne und einem schmiedeeisernen Kreuz. Das einschiffige Langhaus der Kirche hat eine belichtete Vierungskuppel. In der Apsis und in den Seitenkapellen befinden sich mehrere überaus reich mit Figuren und vergoldeten ornamentalen Schnitzereien bestückte spätbarocke Altarretabeln; besonders hervorzuheben ist der östlich an die Apsis anschließende spätbarocke Camarín.
- Die ehemaligen Kolleggebäude beherbergen heute ein Museum von landesweiter Bedeutung: das Museo Nacional de Virreinato („Nationalmuseum des Vizekönigreichs“) mit einer großen Gemäldesammlung, mit herausragenden Altarretabeln des Churriguerismus und mit weiteren Exponaten zur präspanischen und kolonialzeitlichen Geschichte und Kunst des Vizekönigreichs Neuspanien.[4]
- Auch die Iglesia San Pedro Apóstol und der Templo de la Santa Cruz verdienen Beachtung.

Umgebung
- Sehenswert ist auch die rund 30 km außerhalb des Ortes gelegene und von den Jesuiten im 18. Jahrhundert begonnene Aquäduktbrücke des Acueducto de Xalpa (auch Arcos del Sitio genannt). Das etwa 500 m lange und maximal 61 m hohe Bauwerk ist das höchste seiner Art in ganz Lateinamerika und bildet den sichtbaren Teil einer knapp 42 km langen und von einer Quelle in den Bergen zur ehemaligen Hacienda de Xalpa verlaufenden Wasserleitung. Im Unterschied zu den meisten antiken Aquädukten ist es nahezu vollständig aus durch Mörtel verbundenen Bruchsteinen errichtet.